# 志保井義之
志保井 義之（1881年 - ?）は、日本の柔術家、柔道整復師である。

## 経歴
1881年12月（明治14年）東京市本所区横川橋で生まれる。
武術を志し宮本富之助、井上敬太郎に師事し天神真楊流を学び、1909年（明治42年）道場と整骨院を開業する。
1922年（大正11年）整復術師試験に合格した。